# 60 (číslo)
Šedesát je přirozené složené číslo. Římskými číslicemi se zapisuje LX. Tutéž číselnou hodnotu má i hebrejské písmeno samech.
Synonymní archaický výraz pro šedesát je kopa. Kopa tvoří s dalšími historickými množstevními označeními dobře přepočitatelnou soustavu (kopa je pět tuctů nebo čtyři mandele).

## Chemie
Atomové číslo prvku neodym je 60.

## Matematika
- V planární geometrii má stupeň (°) 60 (úhlových) minut (′) a minuta 60 (úhlových) vteřin (′′).
- Vnitřní úhly při vrcholech rovnostranného trojúhelníka jsou 60°.

## Fyzika
- Měření času
  - 60 sekund tvoří jednu minutu.
  - 60 minut tvoří jednu hodinu.

## Technika
- Mezi stroje, v jejichž označení se vyskytuje číslo 60 jsou například: Tank T-60, hydroplán Heinkel He 60, vrtulník UH-60 Black Hawk či bombardér Convair YB-60.
- 60. mise raketoplánu Discovery byla označena STS-60.

## Historie
Kopa grošů byla peněžní jednotka, užívaná v Českých zemích od roku 1300, čítající 60, později i více grošů.

## Kultura
- 60. léta 20. století byly významným obdobím v hudbě a moderních dějinách ČR.
- Interstate 60 je komediální roadmovie.
- 60 sekund je americký film z roku 2000, remake stejnojmenného filmu z roku 1974.

## Sport
- Běh na 60 metrů je téměř nejkratší sprinterská sportovní disciplína. Existuje i varianta s překážkami.

## Ostatní
- Václavské náměstí v Praze je široké 60 metrů
- Kvalifikovaná většina označuje v ústavním řádu ČR více než 60 % zvolených zástupců
- +60 je mezinárodní telefonní předvolba Malajsie

## Původ slova kopa
Slovo kopa je pravděpodobně původně odvozeno od kopání a znamenalo hromadu nakopané země. Později se význam rozšířil na hromadu obecně a později získal i přesný číselný význam.

## Roky
- 60
- 60 př. n. l.